# Liste der Biografien/Nix
Liste der Biografien |
Portal Biografien |
Personensuche
# |
A |
B |
C |
D |
E |
F |
G |
H |
I |
J |
K |
L |
M |
N |
O |
P |
Q |
R |
S |
T |
U |
V |
W |
X |
Y |
Z |
?
 
Na |
Nb |
Nc |
Nd |
Ne |
Nf |
Ng |
Nh |
Ni |
Nj |
Nk |
Nl |
Nm |
Nn |
No |
Nr |
Ns |
Nt |
Nu |
Nv |
Nw |
Nx |
Ny |
Nz
 
Nia |
Nib |
Nic |
Nid |
Nie |
Nif |
Nig |
Nih |
Nii |
Nij |
Nik |
Nil |
Nim |
Nin |
Nio |
Nip |
Niq |
Nir |
Nis |
Nit |
Niu |
Niv |
Niw |
Nix |
Niy |
Niz
Die Liste der Biografien führt alle Personen auf, die in der deutschsprachigen Wikipedia einen Artikel haben. Dieses ist eine Teilliste mit 64 Einträgen von Personen, deren Namen mit den Buchstaben „Nix“ beginnt.

## Nix
- Nix, Alexander (* 1975), britischer Geschäftsmann
- Nix, Bern (1947–2017), US-amerikanischer No-Wave- und Jazz-Gitarrist
- Nix, Bo (* 2000), US-amerikanischer American-Football-SpielerBo Nix (* 2000)

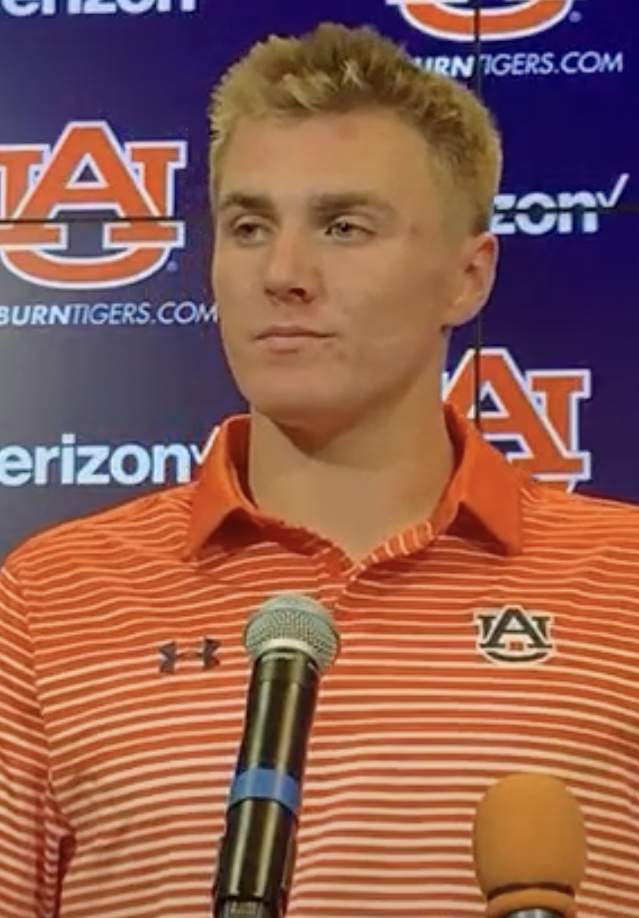
Bo Nix (* 2000)

- Nix, Charles (1873–1956), britischer Sportschütze
- Nix, Christoph (* 1954), deutscher Rechtswissenschaftler und Theater-Intendant
- Nix, Don (1941–2024), US-amerikanischer Saxophonist, Produzent und Arrangeur
- Nix, Emily (* 1998), deutsche Eishockeyspielerin
- Nix, Garth (* 1963), australischer Autor
- Nix, Jochen (* 1943), deutscher Schauspieler, Theaterregisseur und Hörspielsprecher
- Nix, Josef (1889–1964), deutscher Heimatforscher und Genealoge
- Nix, Laura (* 1966), Filmemacherin
- Nix, Lucie (1916–1991), deutsche Widerstandskämpferin gegen den Nationalsozialismus
- Nix, Matt (* 1971), US-amerikanischer Drehbuchautor, Regisseur und Filmproduzent
- Nix, Michaela, deutsche Filmproduzentin
- Nix, Oliver, deutscher Journalist und Fernsehmoderator
- Nix, Paul (1882–1944), deutscher Politiker (DNVP)
- Nix, Peter (* 1967), deutscher Kameramann
- Nix, Robert N. C. (1898–1987), US-amerikanischer Politiker
- Nix, Sunder (* 1961), US-amerikanischer Leichtathlet und Olympiasieger
- Nix, Udo (1941–2022), deutscher Fußballspieler
- Nix, Udo Maria (1927–2000), deutscher Dominikanerpater, Theologe und Pädagoge
- Nix, Willi (1906–1988), deutscher Arzt (?) und Fluchthelfer
- Nix, William D. (* 1936), US-amerikanischer Materialforscher und Universitätsprofessor
- Nix, Willie (1922–1991), US-amerikanischer Bluesmusiker

### Nixd
- Nixdorf, Doreen (* 1972), deutsche Schauspielerin
- Nixdorf, Heinz (1925–1986), deutscher Firmengründer und WirtschaftsmanagerHeinz Nixdorf (1925–1986)

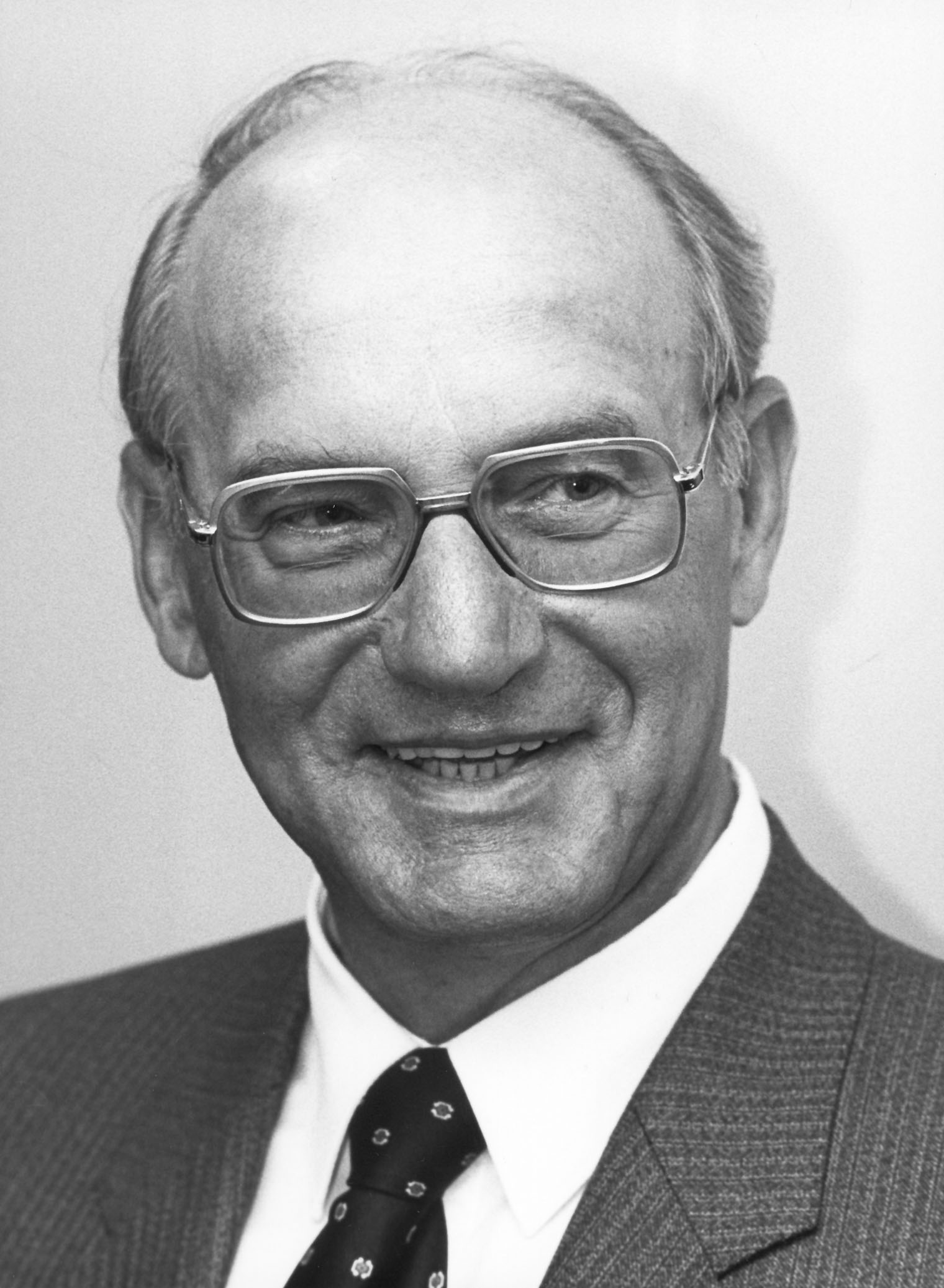
Heinz Nixdorf (1925–1986)

- Nixdorf, Kurt (1903–1937), deutscher Ökonom und KPD-Funktionär
- Nixdorf, Reinhold (1890–1934), deutscher SA-Führer im Range eines Sturmhauptführers
- Nixdorf, Renate (1935–2022), Frau von Heinz Nixdorf
- Nixdorf, Willi (1913–1984), deutscher Maskenbildner
- Nixdorff, Uwe (* 1958), deutscher Internist, Kardiologe und Sportmediziner

### Nixe
- Nixey, Catherine (* 1980), britische Historikerin, Altphilogin, Lehrerin und Journalistin

### Nixo
- Nixon Cox, Tricia (* 1946), US-amerikanische Präsidententochter
- Nixon Eisenhower, Julie (* 1948), US-amerikanische Autorin und Tochter von Richard und Pat Nixon
- Nixon Sutton, Louise (1925–2006), amerikanische Mathematikerin und Hochschullehrerin
- Nixon, Agnes (1922–2016), US-amerikanische Fernsehregisseurin und Drehbuchautorin
- Nixon, Amy (* 1977), kanadische Curlerin
- Nixon, Carl (* 1967), neuseeländischer Autor
- Nixon, Cynthia (* 1966), US-amerikanische SchauspielerinCynthia Nixon (* 1966)

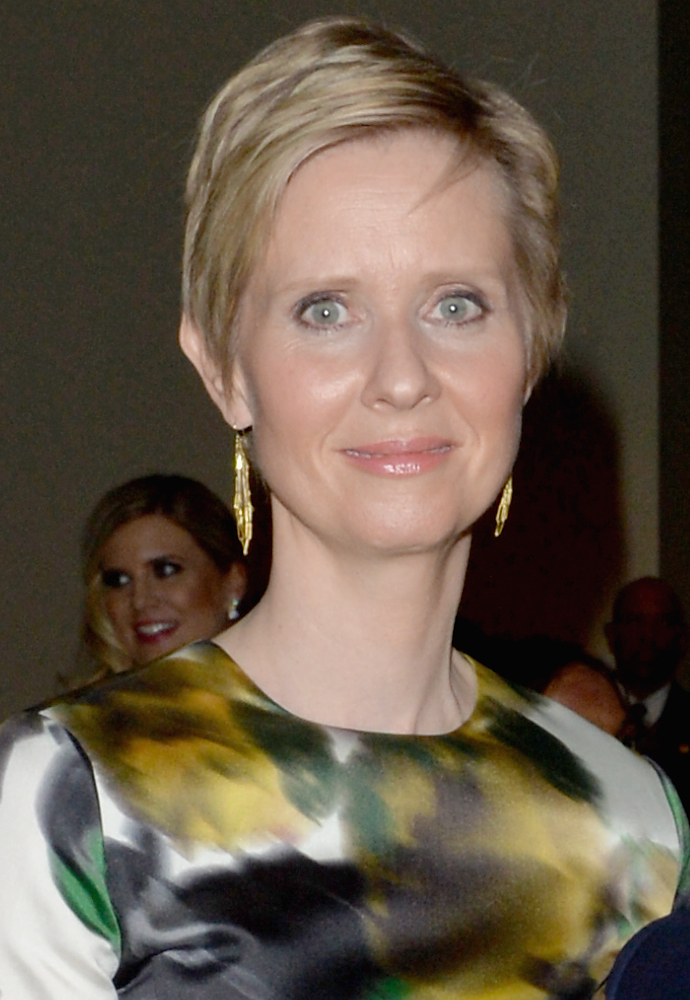
Cynthia Nixon (* 1966)

- Nixon, Edgar (1899–1987), US-amerikanischer Bürgerrechtler
- Nixon, Elmore (1933–1975), US-amerikanischer Rhythm-and-Blues-Sänger und Pianist
- Nixon, George S. (1860–1912), US-amerikanischer Politiker
- Nixon, Greg (* 1981), US-amerikanischer Sprinter
- Nixon, Gunnar (* 1993), US-amerikanischer Zehnkämpfer
- Nixon, Hammie (1908–1984), US-amerikanischer Blues-Musiker
- Nixon, Harry (1891–1961), kanadischer Politiker und 13. Premierminister von Ontario
- Nixon, Henry, australischer Schauspieler
- Nixon, Jay (* 1956), US-amerikanischer Politiker
- Nixon, John (1857–1921), britischer General
- Nixon, John (1949–2020), australischer Maler
- Nixon, John T. (1820–1889), US-amerikanischer Jurist und Politiker
- Nixon, Kimberley (* 1985), britische Schauspielerin
- Nixon, Lewis (1918–1995), US-amerikanischer Offizier im Zweiten Weltkrieg
- Nixon, Marian (1904–1983), US-amerikanische Schauspielerin
- Nixon, Marni (1930–2016), US-amerikanische Opernsängerin (Sopran)
- Nixon, Mojo (1957–2024), US-amerikanischer Roots-Rock-, Psychobilly und Rock-’n’-Roll-Musiker
- Nixon, Pat (1912–1993), US-amerikanische First Lady
- Nixon, Paul (1914–2008), US-amerikanischer Radrennfahrer
- Nixon, Peter (1928–2025), australischer Politiker
- Nixon, Phill (1956–2013), englischer Dartspieler
- Nixon, Pia-Engel (* 1978), deutsche Köchin, Fernsehköchin und Gastronomin
- Nixon, Richard (1913–1994), US-amerikanischer Politiker, 37. Präsident der USA (1969–1974)Richard Nixon (1913–1994)

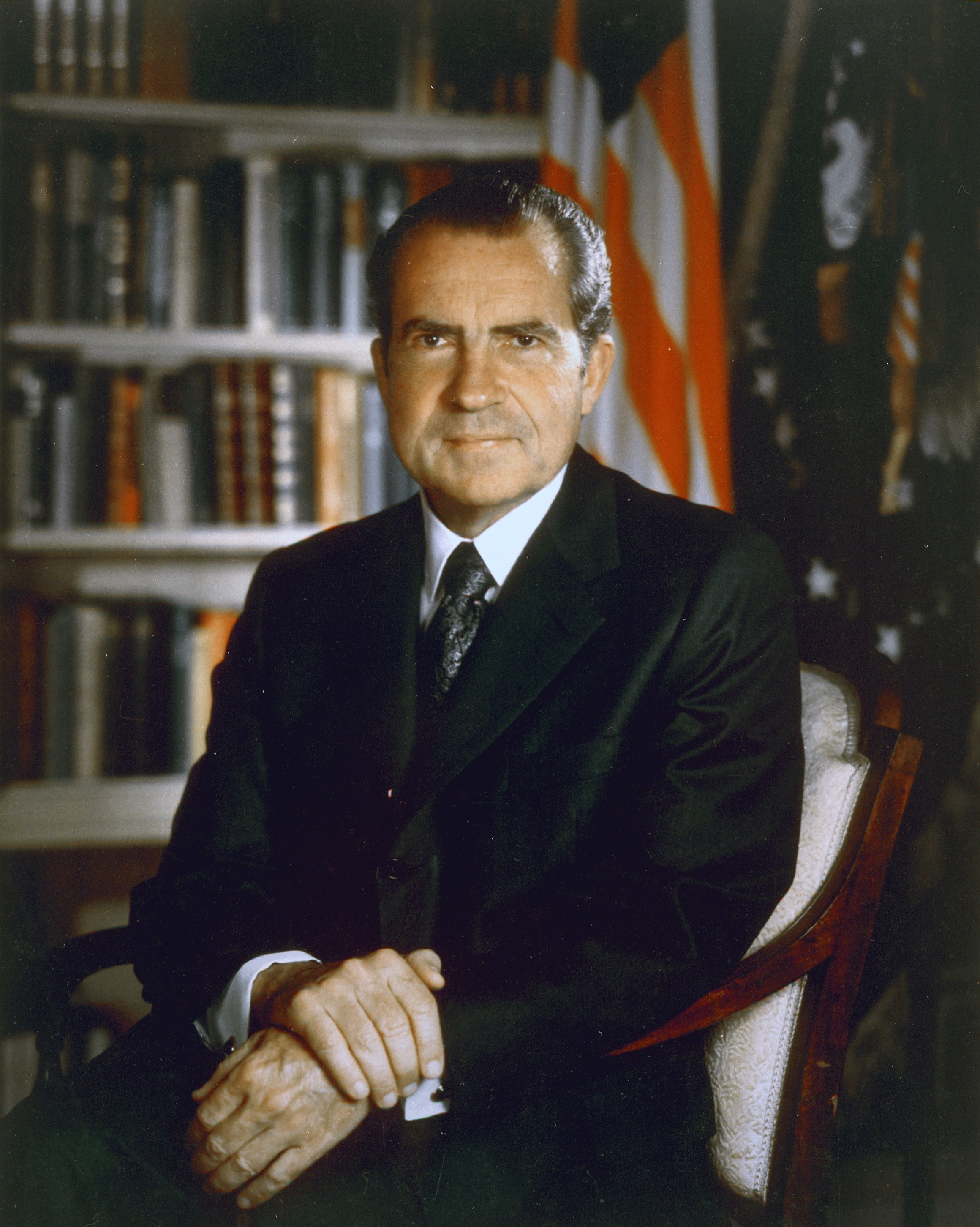
Richard Nixon (1913–1994)

- Nixon, Robert (* 1954), US-amerikanischer Filmregisseur, Filmproduzent, Autor und Naturschützer
- Nixon, Roger (1921–2009), US-amerikanischer Komponist und Musikpädagoge